# Воздвиженская церковь (Тернополь)
Воздвиженская церковь (укр. Воздвиженська церква) — старейшая церковь в Тернополе. Архитектурный памятник национального значения, построенный в конце XVI века. Она расположена на холме с видом на Тернопольский пруд и была построена польским коронным гетманом Яном Тарновским на месте древнего деревянного собора, который датируется временами Киевской Руси.
В передней части храм имеет трехэтажную массивную башню, построенную в 1627 году Томашем Замойским и его женой Катериной, княгиней Острожской. Пресвитерий церкви замкнут полукругом.
С декабря 2018 года церковь принадлежит Православной Церкви Украины.